# NGC 4928
NGC 4928 este o galaxie spirală situată în constelația Fecioara. A fost descoperită în 25 aprilie 1784 de către William Herschel. Se află la o distanță de 26,96 de megaparseci de Pământ.